# اوا گابور
 اِوا گابور (مجاری: Gabor Eva؛ ۱۱ فوریهٔ ۱۹۱۹ – ۴ ژوئیهٔ ۱۹۹۵) یک هنرپیشه، و صدا پیشه اهل مجارستان بود.
از فیلم‌ها یا برنامه‌های تلویزیونی که وی در آن نقش داشته است می‌توان به نجات دهندگان، گربه‌های اشرافی اشاره کرد.